# Lasaretinsaari
L'île du Lazaret (suédois : Lasaretinsaari) est une île du quartier de Myllytulli à Oulu en Finlande.

## Description
L'île du lazaret est située dans l'estuaire du fleuve Oulujoki et fait partie du parc des îles Hupisaaret . 
L'île fait partie du quartier de Myllytulli et se situe à environ 1 km du centre-ville. 
Le pont Lassinkallionsilta enjambe fleuve Oulujoki et relie Lasaretinsaari à Tuira.

## Galerie

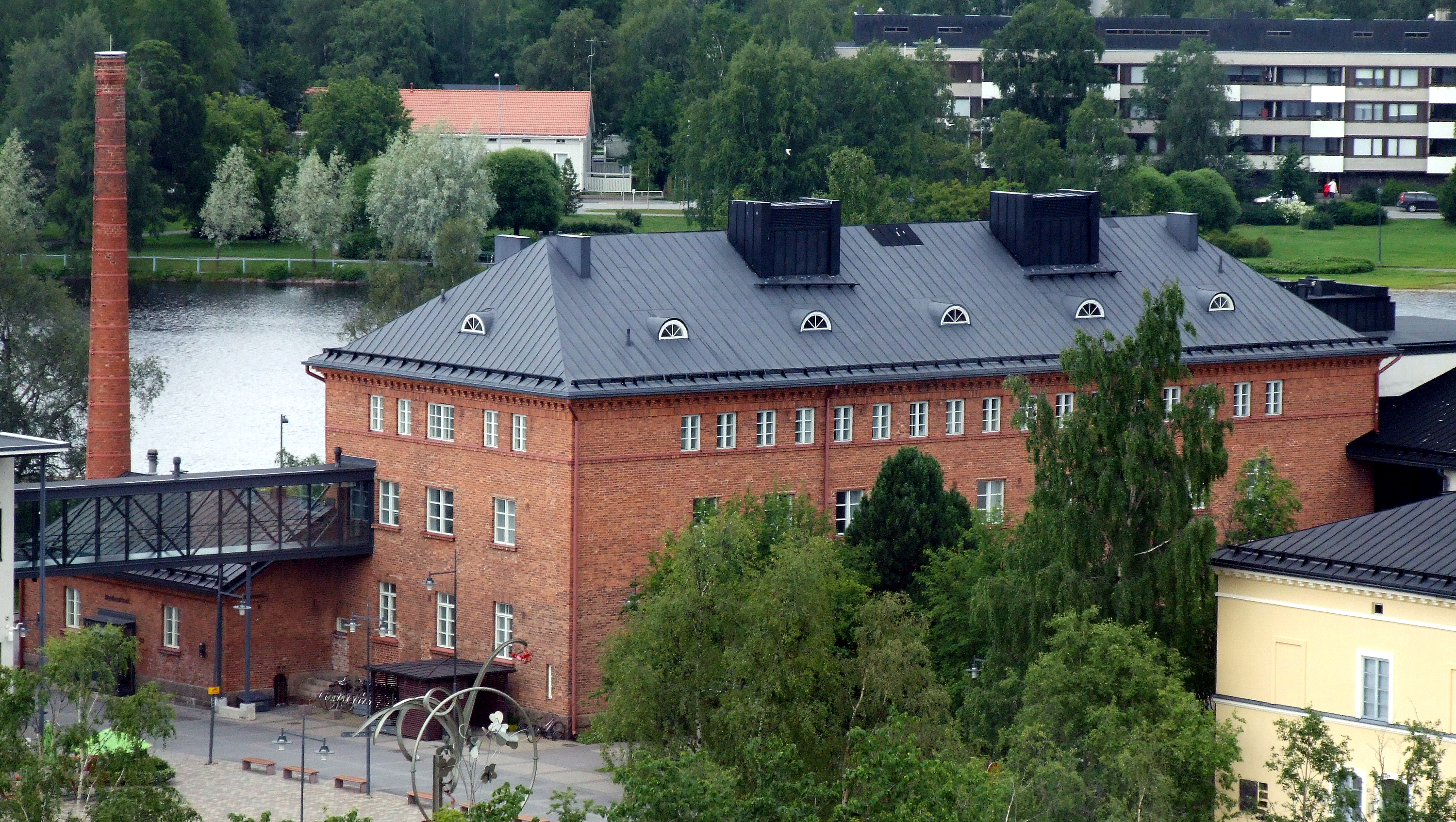
Hôtel Lasaretti.
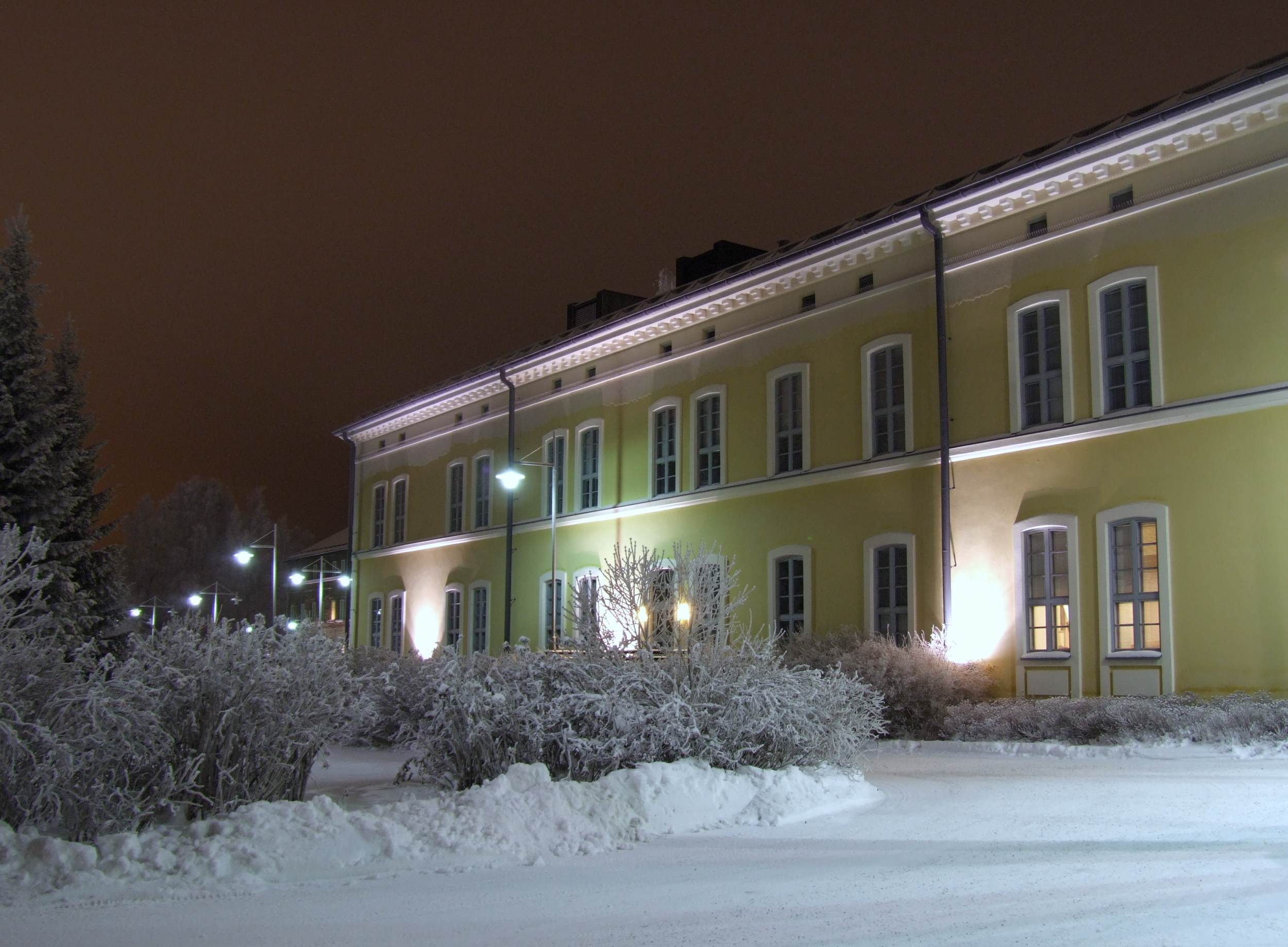
L'ancien lazaret.
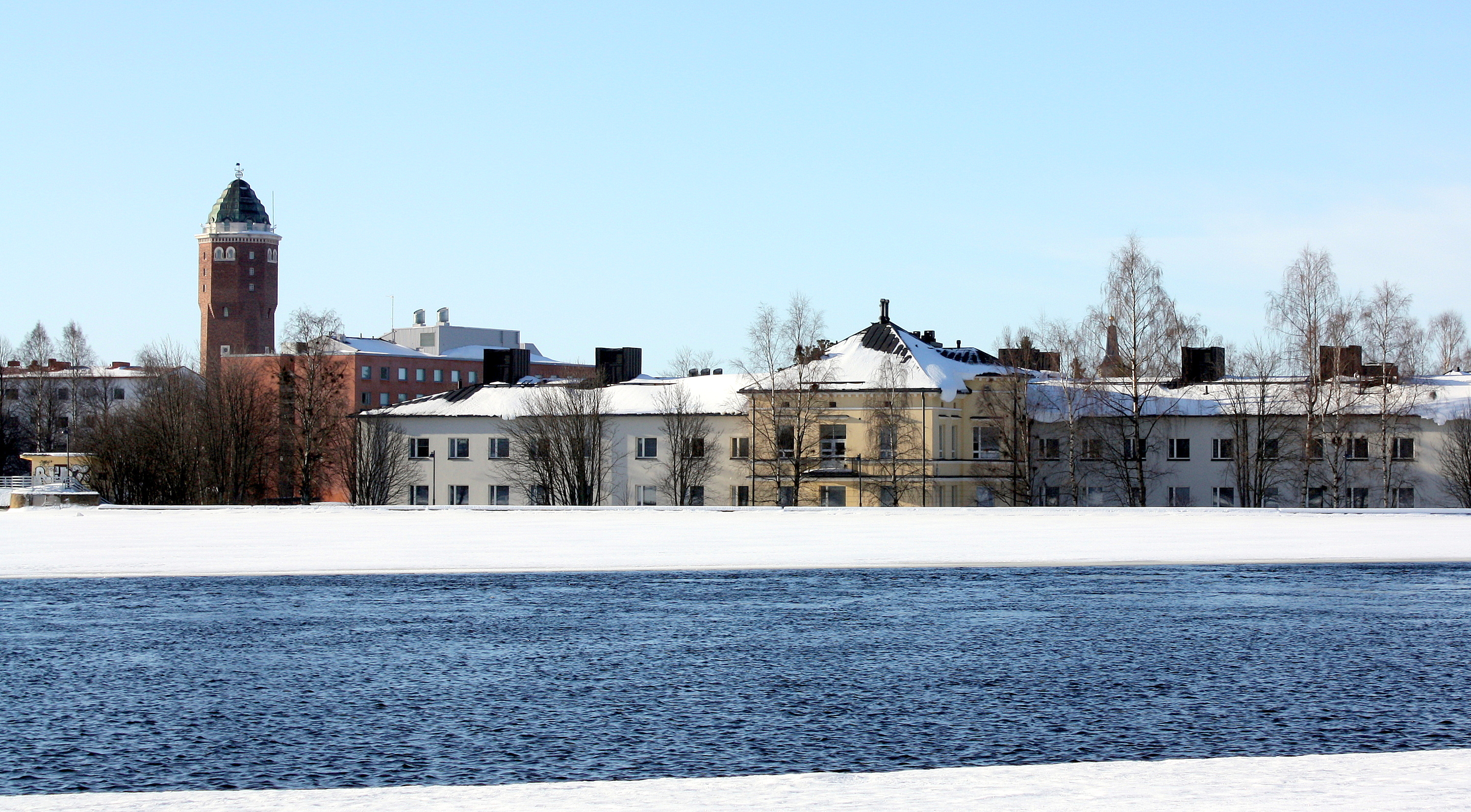
Vue de l'île.
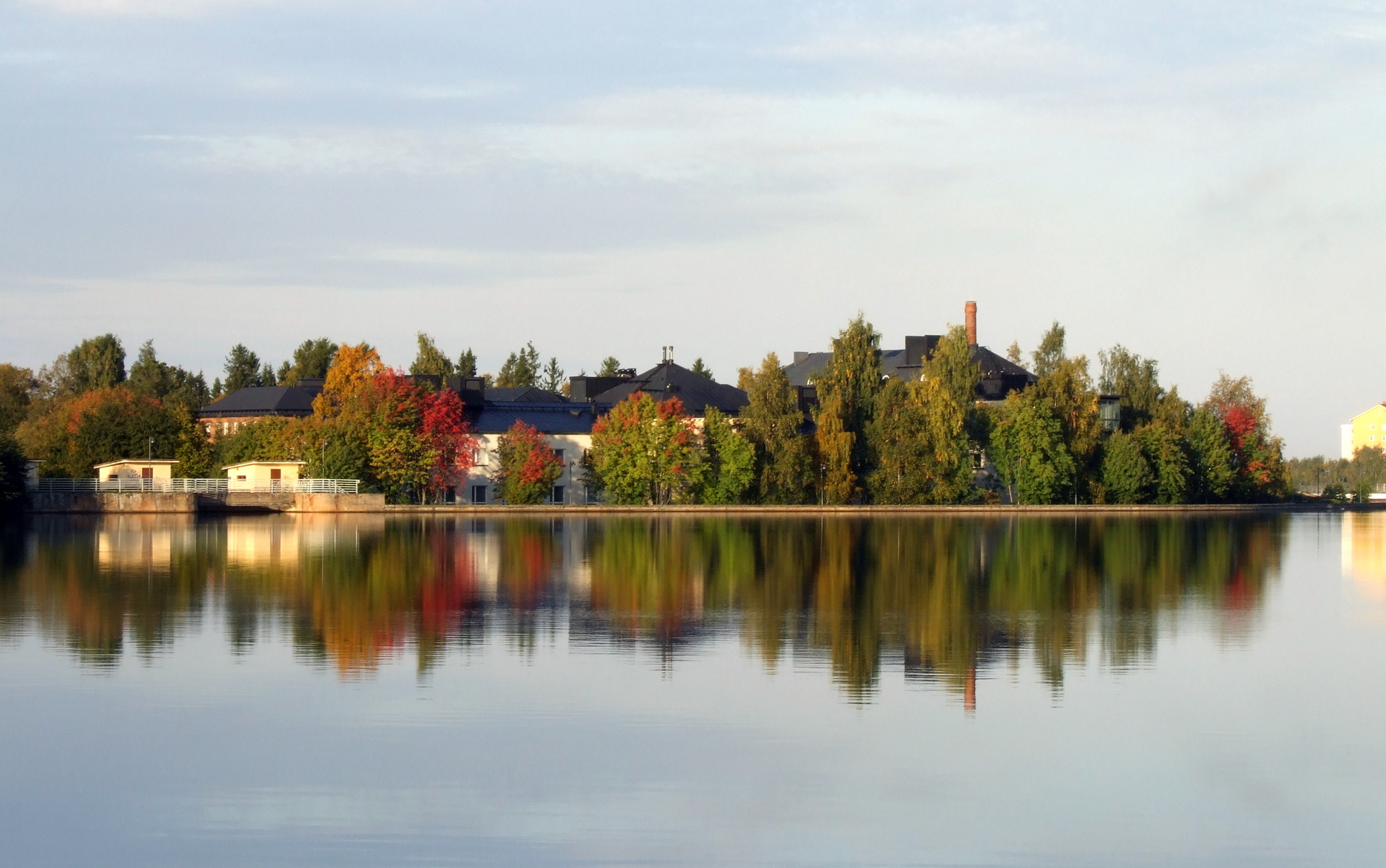
Verve.